# Шабдолов, Шоди Давлятович
Шоди Давлятович Шабдолов (тадж. Шодӣ Давлатович Шабдолов 17 октября 1943, Хорог — 19 октября 2023, Хорог) — советский партийный деятель, депутат парламента Таджикистана (1989—2015 годах), председатель ЦК Коммунистической партии Таджикистана (в 1991—2016 годах).

## Биография
Кандидат экономических наук, был главным инженером Хорогской ГЭС.
В 1983—1985 годах заместитель Заведующего организационного отдела ЦК Коммунистической партии Таджикистана (работая эти три года в Афганистане старшим советником ЦК КПСС при ЦК НДПА).
В 1985—1989 годах первый секретарь Хорогского Городского комитета Коммунистической партии Таджикистана.
В 1989—1991 годах заведующий отдела промышленности, секретарь по идеологии ЦК Коммунистической партии Таджикистана.
В 1989—2015 годах депутат Верховного Совета Таджикской ССР, а затем Высшего Собрания Таджикистана по партийным спискам компартии.
С 1991 года председатель Коммунистической партии Таджикистана.
С 2 июля 1994 года член Политисполкома Совета СКП-КПСС.
С 26 января 1997 года по 27 октября 2001 года заместитель председателя — секретарь Совета СКП-КПСС. В 2001 году в ходе раскола Союза компартий поддержал Олега Шенина, и после «шенинского» XXXII съезда СКП-КПСС (21 июля 2001 года) избран заместителем председателя — секретарём Совета СКП-КПСС. С 29 февраля 2004 года секретарь ЦК КПСС (Шенина).
На очередных выборах в нижнюю палату парламента Республики Таджикистан, состоявшихся 1 марта 2015 года, Коммунистическая партия Таджикистана не набрала 5 % процентов голосов избирателей и осталась без депутатских мест.
В июле 2016 года XXXII съезд коммунистической партии Таджикистана не переизбрал Шоди Шабдолова, причем его обвиняли в натянутых отношениях с руководством Таджикистана и снижении влияния партии.